# こっちむいて!みい子
『こっちむいて!みい子』（こっちむいて!みいこ）は、おのえりこによる日本の漫画作品。小学館の漫画雑誌『ぴょんぴょん』で1990年10月号から連載が始まり、現在は『ちゃお』で最長連載中である。

## 概要
中学1年生の女の子・山田みい子ほか様々なキャラクターの日常を、コミカルに描いたアットホームコメディである。
元々みい子とまもるは、小学館の『ぴょんぴょん』のお知らせ漫画として誕生した。その後1990年6月号に読み切り漫画として掲載され、1990年10月号から休刊号の1992年10月号まで連載されていた『みい子で〜す!』を起源としている。同作品は、『ぴょんぴょん』が『ちゃお』に吸収された関係でそのまま同誌へ移籍する形になり、1992年11月号から1994年12月号まで連載された。そして1995年1月号より題名を変え、現在の『こっちむいて!みい子』へと発展していった。2012年12月時点でシリーズ累計部数は380万部を突破している。
本作品の主人公・みい子とそのクラスメイトたちは、『みい子で〜す!』の連載初期に小学4年生から5年生に進級して以来、25年以上にわたって1度も進級することなく、ずっと小学5年生のままであったが、『ちゃお』2016年4月号掲載の第244話で小学6年生に進級した。さらに、『ちゃお』2020年4月号掲載の第288話にて小学校を卒業し、中学校に入学した。
インドネシアで絶大な人気があり。女性キャラクターではみい子が人気で、漫画家を目指している女性にはまりが人気で、男性キャラクターでは竜平が人気。2013年には現地でサイン会が行われたこともある。

## 登場人物
氏名欄の「※」は『こっちむいて!みい子』から登場した人物。「声」はテレビアニメ版とwebボイスコミック版の担当声優。括弧表記が無いのはTVアニメ版のみの声優。声の表記がないのは原作のみの登場。

### 主要人物
山田みい子
声 - 天神有海（TVアニメ）、菅野真衣（webボイスコミック）
杉の木中学校に通う主人公。小学校は杉の木小学校に通っていた。
5月5日生まれのB型。趣味は食べること。小学4年生の頃は長電話が趣味だった。クラスは5年生から6年生まで3組。1年生の時は1組だった。『ちゃお』2015年3月号から給食委員になっている。2016年4月号から6年生に進級した。2020年6月号から中学生に進級した。クラスはC組。2025年4月号から中学2年生に進級した。小学生の頃は親友のまりとまんがクラブに所属していた。6年生ではマンガクラブの副部長になった。中学ではバスケ部に所属している。男子とよく話すが、竜平とはいつも喧嘩している。
明るく元気で友達想いで心優しい性格だが、少し頼りなく運動はそこそこで、頭を使うことと片づけが大の苦手。デリカシーに欠けた部分があり、トラブルを招くこともある。かなりの食いしん坊なため、たまに太ってダイエットしている。手先が不器用なため調理は下手。苦手な食べ物は大豆、ムニエル、ほうれん草、ブロッコリー。身長は133センチであり、小学校低学年や幼稚園児に間違われることがある。そのこともあり、いつまでも身長が低いことと胸がないことに悩んでいる。怒りが最高潮に達すると「カバー！」と絶叫する。まりが描く漫画のアシスタントをやっている。
また、ファンコーナー「みい子のお茶タイム」では、作品内でひどい目に遭う度に作者に対し「えりこのカバー」とぼやく。
志村まり
声 - 渡辺久美子（TVアニメ）、小澤亜李（webボイスコミック）
みい子の親友。8月1日生まれのO型。三姉妹の末っ子。気が強くやや強引で頑固でわがままな性格だが、自分が悪いと気付けばきちんと反省して謝る素直さもある。喧嘩も多いが友情にもなかなか厚い方。背はみい子とほぼ変わらないが、体格はやや太目。お菓子が大好き。ストレスはお菓子を食べて解消する。牛乳と合わないという理由から給食の魚が苦手。乗り物に弱い体質でバスに乗ると酔ってしまう。小学3年の遠足では行きも帰りも吐いてしまい体重が2キロ落ちたことがある。
漫画家志望で、少女漫画雑誌『おちゃ』に漫画を投稿しているが、絵がかなり雑なためいつもCクラス。1度だけBクラスになったことがある。ペンネームは吉村まりえ。小学生の頃はみい子といっしょにマンガクラブに所属していた。『ちゃお』2016年6月号から部長になっている。
初めは杉の木中学校に入るか悩んでおり漫画研究部がある高南中学校に入学しようとしていたが、杉の木中学校に漫画研究部がつくられると姉から聞き、杉の木中学校に入学することに決めた。中学では漫画研究部に所属している。
家族は両親と姉2人（高校3年生と高校1年生）がいる。
小川ゆう子
声 - 永野愛（TVアニメ）、香里有佐（webボイスコミック）
みい子とまりの親友。愛称「ユッコ」。3月14日生まれのA型。ケンタの彼女。
優しくてしっかり者のお姉さん的存在。何かと気が利き、困った人を助けたりフォローしたりする。美人で頭も良く料理と手芸が趣味にして特技でもある成績優秀な優等生である。ストレスは料理で解消している。普段は滅多に怒らないが、怒る時は誰よりも怖い。家族は共働きの両親とまだ小さい弟と妹がいる。それほど裕福ではないらしく、おちゃもたまにしか買ってもらえない。喧嘩が多いみい子とまりに振り回されることもあるが、そんな2人とはいつも仲が良く、優しくまとめる潤滑油でもある。
以前は左右三つ編みだったが現在はストレートヘアになっている。背が高い。
私立の中学校を受けるか迷っていたが杉の木中学校に進学することに決めた。中学では陸上部に所属している。
江口竜平（えぐち たっぺい）
声 - 松野太紀（TVアニメ）、柴田芽衣（webボイスコミック）
みい子のクラスメイトでケンタの親友。
ぶっきらぼうで口は悪いが根は優しい。勉強に関してはみい子同様に苦手だがスポーツ万能で特に野球が得意であり、小学生の頃は野球クラブに所属。まもるの先輩にあたる。中学ではバスケ部に所属。
みい子のことが気になっており、そのせいで喧嘩になることもしばしばだがみい子がピンチの時に助けることもある。クラスメイトのミホだけでなく、多数の女子生徒にモテている。
父はカメラマン、母は雑貨店「レイジームーン」を経営。将来は野球選手になるか、父親の跡を継いでカメラマンになるか模索している。AB型。
原作ではみい子のことを「山田」と呼ぶが、アニメでは「みい子」と呼んでいる。
佐藤ケンタ
声 - 私市淳（TVアニメ）、阪本久瑠実（webボイスコミック）
竜平の親友で、明るくひょうきんな性格。
ユッコの彼氏でもある。そのためクラスメイトから羨ましがられている。勉強が苦手でよく居残りしている。家はパン屋「佐藤ベーカリー」を営んでいる。竜平ほどではないが、運動神経は良い。実はみい子と同じ保育園に通っており、小さい頃は下の名前で呼び合っていた。O型。カンタという小学2年生の弟がいる。

### みい子の家族と親戚
山田まもる
声 - 矢島晶子（TVアニメ）、岡咲美保（webボイスコミック）
みい子の一つ違いの弟で中学1年生。11月9日生まれのA型。
姉とは違い真面目でしっかり者。几帳面で家事が得意、勉強もできる。姉のことを「みい子」と名前で呼んでいる。それゆえ母からの信頼も厚く、物事を頼まれることが多い。ガサツな姉と対立することが多くケンカが絶えない。野球クラブに所属。ゆか（後述）というガールフレンドがいる。ゆか一筋であるが、一人暮らしに憧れており、将来の夢でもある。普段は風邪になった以外では学校を休まないほど真面目であるが、クラスメイトのリリカにいじめられていた時に一度休んだことがある。
山田耕介（やまだ こうすけ）
声 - 田実成寿（TVアニメ）、蒔村拓哉（webボイスコミック）
みい子たちの父。A型。
優しく温厚な性格で、理絵がみい子のことで怒ったときは妻を宥めるなど、山田家の潤滑油。新聞記者。みい子に優しい。食べることが好き。料理上手。
耕介と理絵は明日（めいにち）大学出身。
耕介と理絵は教会で結婚式をした。
山田理絵（やまだ りえ）
声 - 三石琴乃（TVアニメ）、伊藤ちゆり（webボイスコミック）
みい子たちの母。旧姓は「中本」。12月21日生まれのB型。
怒りっぽいが、明るくサバサバした性格。幼少期はまもるにそっくりで背も低かった。雑誌『おちゃ』の編集者。幼い頃は貧乏で苦労していたため、服も兄のお下がりばかりだった。その家庭環境で幼少期からキャリアウーマンになり、自分で稼いだお金で欲しい物を買うと心に決めていた。兄が2人いる（名前はひろし、かずお）。自分も働いており、忙しいために家事をしていないことも多いが、家事は得意である。
山田もも※
みい子とまもるの妹。『ちゃお』2007年2月号から登場。1月9日生まれ。現在2歳。
理絵が仕事復帰したため保育園に通っている。名前は読者からの募集によって決定した。漫画の中ではみい子が決めたことになっている。家族などが喧嘩をしていると不安になってしまう。みんなで仲良くするのが好き。
28巻では歩けるように、29巻では片言だが喋れるようになり、喋れるようになってからみい子をみーちゃん、まもるを「まーくん」と呼んでいる。2017年8月号から少し成長して幼児らしくなった。38巻からは髪が伸びて少女らしくなった。
ばあば
声 - 水原リン（現・真山亜子）
みい子の家に時々遊びに来るみい子の曾祖母。
気が強く元気な性格で、花札が趣味。しつけに厳しいところもある。
おばあちゃん※
時々遊びに来る理絵の母。みい子たちの祖母。
理絵に似て明るくて元気。作者の母がモデル。
おじいちゃん※
理絵の父。みい子の祖父。27巻のみに登場。
作者の父がモデル。
山田キヨミ※
耕介の兄の娘で、ハヤトの妹。みい子たちのいとこ。初登場時は小学4年生だった。
みい子と耕介が大分に遊びに行った時に知り合った。その時はみい子の鈍感で無知なところに呆れてはうるさいと思ってツンツンしていたが、みい子とは一緒に長崎に行ったり、小さい頃は一緒にビニールプールで遊んだりしていたこともあり仲は良い方である。
山田ハヤト※
キヨミの兄でみい子たちのいとこ。
みい子に「ハヤにい」と呼ばれている。大分弁をしゃべる。明るくて優しい。東京の大学に通うべく、彼女のジュンコと一緒に上京。
キヨミ、ハヤトのお母さん※
耕介の兄の妻で、キヨミ、ハヤトの母。みい子たちの伯母でもある。本名不明。
山田耕二（やまだ こうじ）※
耕介の兄で、キヨミ、ハヤトの父。みい子たちの伯父でもある。
みい子たちからは「耕二おじさん」と呼ばれている。毎年みい子とまもるにお年玉をくれる。8巻ではみい子とまもるにクリスマスプレゼントをくれた（みい子はパケットモンスターのニャーズ、まもるはゲームボーイを貰った）。
おばあちゃん※
『こっちむいて!みい子』2巻のみに登場した耕介の母でみい子たちの祖母。落ち着いた優しい性格。本名不明。
ひいおばあちゃん※
『こっちむいて!みい子』2巻のみに登場した耕介の祖母でみい子たちの曾祖母。本名不明。
アキ※
31巻のみに登場した耕介の姪で、みい子たちのいとこ。
みい子たちは結婚式に行った。
カズヤ※
31巻のみに登場したアキの旦那さん苗字は不明。
アキとは小学生の頃からの友達。

### 杉ノ木小学校

#### みい子のクラスメイト
吉田郁也（よしだ いくや）
声 - 柏倉つとむ（現・カシワクラツトム）（TVアニメ）、村井美里（webボイスコミック）
みい子のクラスメイトで優しく頭のいい優等生。
おまけに顔も良く、女子に人気があるが、運動は苦手。みい子に片想いしており、その影響で妄想することもある。いつも、みい子とじゃれあっている竜平にライバル意識を持つ。彼女にアタックするがまったく気付いてもらえない。両親共に教育熱心で勉強を強要されていて肩身の狭い思いを度々している。姉がいる。私立の開府中学校に進学している。
谷村ミホ（たにむら ミホ）※
声 - 熊谷ニーナ
みい子のクラスメイトでクラス一の美少女。
竜平に片想いしており、郁也同様妄想することも。いつもじゃれあっているみい子にライバル意識を持っており、性格はキツイが決して意地悪ではない。ロマンチストで積極的。小学6年生のバレンタインの時に竜平に告白するも振られた。ミカという2年生の妹がいる。中学1年生の時に2年生の先輩に告白され付き合ったが、性格が合わず1週間で別れた。その後も何人かと付き合ったが1週間ほどで別れてしまう。ヨシキに小学5年生の時から想いを寄せられてアプローチされていたが友達として接していた。小学6年生のバレンタイン前に告白され、意識するようになる。ヨシキと映画デートをする仲になる。
野村ヨシキ（のむら ヨシキ）※
声 - 松島みのり（TVアニメ）、寺依沙織（webボイスコミック）
『こっちむいて！みい子』第1話で転校してきたクラスメイト。
無口で変わり者だが、常識人な一面もある。手先が器用で博識。映画オタクでガジラオタク。将来の夢は映画監督。中学では映画研究部に所属している。ミホに片想いしており、時折竜平にライバル意識を持つこともある。ミホを遊園地デートに誘う際、竜平も誘うから一緒にどうかと提案したり、結果みいこや竜平もついてくることになるが、ミホが竜平と2人きりになるように気を遣う、雨の日に傘を忘れた彼女に対して竜平に2人で相合傘で帰るように提案する、バレンタインチョコを受け取るように竜平に説教をするなど、漢気のある面がある。前述の通りミホにアプローチを続け、いい仲になりつつある。
コミックス23巻以降登場していなかったが、32巻で再登場した。再登場したときは前よりも背が伸びていた。兄がいる。
高橋やす子（たかはし やすこ）
声 - 御崎朱美
みい子のクラスメイト。愛称現在は「ヤッコ」。『みい子で〜す!』の頃の愛称は「やっちゃん」。
原作では気が強く、まりと対立したことも。陰でバスケットボールの練習をするなど努力家な一面もある。料理上手の母親がいる。
松本カオル（まつもと カオル）※
声 - 阪本久瑠実（webボイスコミック）
みい子のクラスメイト。ややぽっちゃりな体型を気にしている。
両親は離婚しており、父親と二人暮らし。
浦内みそら（うらない みそら）※
『こっちむいて!みい子』18巻から登場した、みい子のクラスメイト。下の名前は『ちゃお』2020年3月号で判明した。
占いが得意。走るのが遅いのがコンプレックス。
岩下アカネ（いわした アカネ）※
『こっちむいて!みい子』19巻から登場した、みい子のクラスメイト。
わがままで気が強い性格。気に入らない人に対してイジメを行ったりしている。強気なまりに反感を抱くことがしばしばある。岩下という名字は32巻で判明した。
那須タカシ（なす タカシ）、渡辺ヒロシ（わたなべ ヒロシ）
声 - 西村朋紘（那須）
みい子のクラスメイトで竜平の友人。お調子者で、時々人をからかったりふざけたりしてはしゃぎ過ぎてしまうこともある。
ナスのような顔をした男子が那須、豚のような鼻をした男子が渡辺。本名は那須タカシと渡辺ヒロシだが、『ちゃお』2020年3月号では那須太一（なす たいち）と渡辺ダイキ（わたなべ ダイキ）となっていた。
森本のぞみ（もりもと のぞみ）※
みい子のクラスメイト。努力家。
白血病を患い入院していたが、後に回復。絵が得意。将来の夢は読んだ人を元気にさせる漫画家になること。モデルは病気で長期入院している栃木県に住む女の子。
宮下ともみ
『みい子で〜す!』のみに登場するみい子のクラスメイト。大人しく優しい性格。
アトピーを患っている。ミサンガを編むのが得意。『こっちむいて!みい子』5巻のみ一瞬だけ登場している。
青山（あおやま）※
『こっちむいて!みい子』1巻のみに登場した、みい子が4年生の時のクラスメイト。
まりが好きになった人物。きっかけはまりが描いた漫画を読んで面白がり、将来漫画家になれると褒めてくれたこと。まりは移動教室で告白するつもりだったが、結局告白ができないまま彼は父の仕事の都合でアメリカに転校してしまった。彼はまりの漫画が好きだっただけでまりには興味がなかったので、まりの片思いに終わった。
井沢（いざわ）※
『こっちむいて!みい子』の初期に登場した、みい子のクラスメイト。
絵の塾に通っていて、美術大学を目指している。ヨシキにライバル意識を持つことがある。一度冬休みに出された宿題の防災ポスターを絵柄が思いつかず防災ポスターのイラスト集から盗作したことがあり、そのことを竜平には「パクリだ」、みい子には「真似だ」と言われてしまい、反省。その後は怒ったみい子をモデルに描き直した。
アユミ※
『こっちむいて!みい子』の5巻のみに登場する、みい子のクラスメイト。
毛深いことに悩んでおり、夏に長袖を着たりプールの授業を休んだりしていた（近所の子に「毛深いね」と言われたことが原因）。実はスタイル抜群である。
みづき※
22巻のみに登場したみい子のクラスメイト。
実在する人物で『ちゃお』2009年1月号の「おねだり♡チャンスプレゼント!!」に応募し当選した広島県の美月ちゃんがモデル。趣味・特技はピアノ。作中ではみい子たちと児童館で合奏をした。
サエ※
『こっちむいて!みい子』24巻から登場した、馬のような顔が特徴のみい子のクラスメイト。
アカネと仲が良い。1度だけアカネとの喧嘩が原因でグループから外されたが、再びアカネのグループに入っている。
坂本ハルナ（さかもと ハルナ）※
『こっちむいて!みい子』25巻にて原発事故の発生で、福島から転校して来たクラスメイト。純粋で優しくてしっかりもの。手先も器用。
吉田に負けず劣らず成績が良く、彼に片思いをしているが、振られてしまった。家族は年長の妹ナツミと共働きの両親がいる。父は仕事で福島に残っており、転校後は母と妹と暮らしている。
編み物が得意。苦手な食べ物はシチュー。
西ヒロミ（にし ヒロミ）※
『こっちむいて!みい子』32巻から登場した、みい子のクラスメイト。アカネの親友。
丸山ユータ（まるやま ユータ）※
『こっちむいて!みい子』33巻から登場したぽっちゃりした体型のみい子のクラスメイト。ピアノを引くのが得意。お菓子が大好きでコンビニなどでよくお菓子を買っている。気が弱く運動神経が悪い。マラソンでランナーになった際、ケンタにせめてバトン落とすなよと嫌味を言われてしまう。

#### まもるのクラスメイト
小林ゆか（こばやし ゆか）
声 - 小西寛子
まもるのクラスメイトでガールフレンド。みい子と相対する可憐な美少女。クラスメイトにモテている。
いつもフリルなどの女の子らしい服装だが、密かにも自分と相対する活発なみい子に憧れており、一度だけみい子のようなカジュアルな服を着たことがある。ももが生まれた時には手作りの人形をプレゼントした。
シンジ
声 - 不明
まもるのクラスメイト。
まもるとは仲が悪く、ゆかのことを狙っているが、まったく相手にされていない。
リサ※
『こっちむいて!みい子』12巻のみに登場した、まもるのクラスメイト。
バレンタインの日にまもるに雑誌の付録のマフラーをプレゼントしたが、まもるはゆかがくれたと勘違いしてしまい身につけてきたがリサからだと知りマフラーを返されてしまう。
リリカ※
『こっちむいて!みい子』29巻のみに登場した、まもるのクラスメイト。4年生女子にしてはかなり大柄な体格で横柄な性格。まもるのことが好きで、まもるを一日不登校に陥るほど執拗にいじめていた。後にそのことがまもる本人にバレてしまい、気持ちを伝えようと手紙を渡そうとしていた。

#### みい子の小学生時代のクラスメイト以外の知り合い
ショウマ※
学童クラブで知り合った口が悪く生意気な小学3年生。
ユウマという弟がおり、ももと同じ保育園に通う。父親はおらず、母親と弟と暮らしている。
中沢拓人（なかざわ たくと）※
まんがクラブに所属する元6年1組の生徒。
まりのファンであり、それが縁で彼女のアシスタントをしたことがある。
大友高明（おおとも たかあき）※
声 - 不明
『こっちむいて!みい子』4巻のみに登場した、みい子の小学校時代の先輩。
原（はら）※
声 - 不明
『こっちむいて!みい子』4巻と29巻に登場した、みい子の小学校時代の先輩。下の名前は不明。
篠原なつき（しのはら なつき）※
『こっちむいて!みい子』10巻から時々登場した5年1組の生徒。みい子が6年生に進級してからは1度も登場しない。
漫画を描いており、少女漫画雑誌『ゆめと花』に投稿している。みい子に手伝ってもらうまりとは違い1人で描いた方が気楽に描けるという理由で手伝いを頼まず全て一人で描いている。
森本くるみ（もりもと くるみ）※
『こっちむいて!みい子』11巻から登場する小学1年生。少々ワガママ。みい子が6年生に進級してからは1度も登場しない。
横浜から引越してきたので友達がいなかったが、みい子たちのおかげで友達ができた。サンタさんが本当にいると信じている。
飛田（とびた）※
『こっちむいて!みい子』32巻に登場した、みい子たちが修学旅行で出会った大人しい性格の男の子。みい子たちの前に幽霊になって現れた。みい子は会ったことはなかったが、竜平は家が近所なので彼のことは知っていた。3年生の時にセイジやその友達の2人から受けたひどいいじめが原因で不登校になってしまい、修学旅行にも行けなかったが、みい子たちのおかげで6年生の時の修学旅行は最終日だけ参加した。その際、肝試しの時にイジメの加害者のセイジにも復讐した。下の名前は不明。中学では映画研究部に所属するなど、他のクラスメイトとは良好である。
リンカ※
『こっちむいて!みい子』33巻に登場した、みい子が児童館で知り合った小学5年生の女の子。母親から虐待を受けていて腕には定規で切りつけられた跡があった。理恵が児童相談所に連絡した。その後、リンカちゃんは保護されて寮に住み、寮の近くの学校に通っている。母親はリンカと一緒に暮らせるようにカウンセリングに通っている。

#### 杉ノ木小の先生
荻野先生（おぎの）
雑誌『小学一年生』に連載された『いちねんせいみい子ちゃん』に登場したみい子たちが1年生の頃の担任の女性教師。下の名前は不明。
大西アキオ（おおにし アキオ）（大西先生）
声 - 世田一恵
4年生から6年生までのみい子の担任の中年の男性の先生。10月生まれ。
厳しいところはあるが、生徒想い。陶芸が趣味。この学校のOBでもあり、妻はクラスメイト。『ぴょんぴょん』の編集長がモデル。
大西先生の奥さん※
『こっちむいて！みい子』8巻と12巻に登場した大西先生の妻。小学校の同級生で当時はボーイッシュな女子だった。本名不明。
まもるのクラスの先生
声 - 不明
まもるの4年生の時の担任の女性教師。本名は不明。給食を残す生徒には厳しいが、生徒想い。
まもるが5年生進級以降、まもるの担任が登場しなくなった。
保健の先生※
みい子たちの学校の保健の先生。本名不明。
家庭科の先生※
みい子たちの家庭科の中年の女性の先生。本名不明。
天神先生（てんじん）※
みい子たちの図工の先生。下の名前は不明。頻繁に登場している。
みい子たちが所属しているまんがクラブの顧問もしている。
高橋先生（たかはし）
声 - 井上美咲（webボイスコミック）
『みいこで〜す!』3巻から登場するみい子たちの音楽の先生。下の名前は不明。子供がいる。
20巻以降登場していない。
松田修（まつだ おさむ）※
『こっちむいて!みい子』25巻のみに登場する杉の木小学校の校長先生。

#### ほりうち保育園
ユウマ※
もものクラスメイトでショウマの弟。やんちゃな男の子。
八木先生（やぎ）※
ももの元担任。下の名前は不明。みい子やまもるが通っていた頃からいてみい子やまもるの担任でもあったため山田家から信頼されている。『ちゃお』2021年4月号（コミック35巻）で別の保育園に移ることになった。
朝田ひろみ（あさだ ひろみ）※
八木先生に代わり、新しく来たもものクラスの先生。園児からは「あー先生」と呼ばれて慕われている。
男性として生まれたが、なつきと同じトランスジェンダーであり、中学時代はそれが原因でいじめを受けていたが、今は女性として生きている。パートナーシップ制度で同性であるトシユキと交際している。
トシユキ※
37巻で登場した朝田先生の彼氏。同性なのでパートナーシップ制度で朝田先生と交際している。

### 杉の木中学校

#### みい子の同級生
上野ゆきな（うえの ゆきな）※
34巻から登場したみい子のクラスメイトで、バスケ部に所属している少女。明るくて気が強い。小学校ではミニバスに所属していたためバスケが上手。バスケ部に中々来ないみきやバスケが下手なみい子に度々辛く当たるため、みい子とよく喧嘩をすることも多い。
水原なつき（みずはら なつき）※
『ちゃお』2021年7月号（コミック35巻）から登場したみい子のクラスメイト。出生時に割り当てられた性別は女性、性自認は男性のトランスジェンダーの生徒。男の友達が多かったり女性の格好をすることに違和感を持っているため、女性の水着を着たくないという理由で水泳の授業を休んだこともあった。3歳の頃には自分は女ではないと気付いていたが、母には思春期特有の気の迷いだと諭されており、自分が男性であると認めてほしいと思っている。みい子の協力を経て男物の服を着て外出したことや自分と同じトランスジェンダーである朝田先生に諭されたのをきっかけに、セーラー服を着たくないことを母と共に先生に話し、全校生徒のジャージ登校が許可された。めいという妹がおり、ももと同じ保育園に通っている同級生。竜平やケンタと仲が良く一緒にゲームをやっている。キャラクター監修はトランスジェンダーで「一般社団法人にじーず」代表の遠藤まめた。
宮崎みき（みやざき みき）※
35巻から登場したみい子の美人な同級生。となりのクラス。みい子と同じバスケ部に所属しているが、劇団に入っているため早退が多く部活にほとんど来ない。モデルは作者が中学生の時みきと同じく芸能活動をしながらバスケ部に所属している子。その子もたまにしか部活に来なかった。
サユリ※
『ちゃお』2021年1月号に登場したみい子のクラスメイト。サユリの彼氏と彼氏の友だちとユッコと一緒にケーキバイキングに行った。バイキングで見かけた吉田くんのことをイケメンだと言っていた。
北山リコ（きたやま リコ）※
37巻に登場したみい子のクラスメイト。なつきのことが好きでなつきになつきの人形をプレゼントした。なつきに告白する前からなつきがトランスジェンダーであることを知っていた。
須藤心音（すどう ここね）※
38巻に登場したみい子の同級生。まりと同じ漫研にまりより遅れて所属してきた少女。少女漫画雑誌に漫画を投稿している。まりの漫画を手伝ったことがある。

#### みい子の先輩
ヒカル※
34巻から登場したみい子たちの先輩で、みい子が所属しているバスケ部のキャプテンを務めるショートカットが特徴の少女。キャプテンだけあってバスケの腕前はかなり上で指導は厳しめだが、良識的人物である。背はみい子と同じくらいの小柄で、気が強い性格。高山と付き合っている。
高山（たかやま）※
34巻のみ登場したみい子たちの先輩で、ヒカルの彼氏。
新行寺さや（しんぎょうじ）※
36巻から登場したみい子たちの先輩で3年生。まりと同じ漫研に所属している。たまにしか部活には出ない。絵が上手い。言い方がきついところがあり、まりの描いた漫画を見るなり否定していた。37巻でおちゃに初投稿をし入選し賞金に3万円を貰えた。高校生までには漫画家デビューしたいと思っている。下の名前は37巻で判明した。

#### 杉ノ木中の先生
室岡先生（むろおか）※
みい子たちの担任の男性。下の名前は不明。
数学の先生※
35巻のみに登場したみい子たちの数学担当の女の先生。本名不明。
音楽の先生※
みい子たちの音楽担当の女の先生。本名不明。

### 開府中学校
押上キキ（おしがみ キキ）、井上めぐ（いのうえ めぐ）、千田なな（ちだ なな）※
『ちゃお』2020年12月号に登場。吉田が通う開府中学の女子3人で、吉田ファンクラブに入っている。モデルはお笑いトリオ3時のヒロイン。三つ編みをしているのが井上、背の低いのが押上、ぽっちゃりしているのが千田。

### クラスメイトの家族
江口隆平（えぐち りゅうへい）
竜平の父。カメラマンの仕事をしている。顔や性格は彼譲り。
一度麻紀子と離婚していたが、みい子の助力もあって再婚した。
江口麻紀子（えぐち まきこ）
声 - 渡辺久美子
竜平の母。雑貨屋レイジムーンを営んでいる。おっとりした眼鏡美人。
ケンタとカンタのパパ
佐藤ベーカリーで仕事をしている。本名不明。パンにはかなり力を入れており、粉や砂糖などは品質の良いものを使っている。
ケンタとカンタのママ
夫と同じく佐藤ベーカリーで仕事をしている。本名不明。
佐藤カンタ※
29巻から登場したケンタの弟。小学2年生。ケンタのことを「にいちゃん」と呼んでいる。
志村みち子
声 - 不明
まりの母。専業主婦。
まりのパパ※
11巻の1コマのみに登場するまりの父。職業不明。本名不明。
志村みさき
まりの一番上の姉。高校3年生。
まりはいつも姉の真似をする。恋人がいる。
志村まゆみ
まりの二番目の姉。高校1年生。
中学は杉の木中に通っていた。
ともこおばさん※
18巻のみに登場したまりのおば。名字不明なので母方か父方は不明。
まりのいとこにあたり、マサアキという11か月の息子がいる。
ユッコのお母さん
声 - 熊谷ニーナ
本名不明。
小川あつし※
ユッコの弟。小学4年生。
小川ゆり※
ユッコの妹。小学2年生。
吉田瞳※
19巻のみに登場した吉田くんの姉。
吉田くんのお母さん※
19巻と22巻に登場した吉田くんの母。
吉田くんのお父さん※
19巻のみに登場した吉田くんの父。
ヨシキくんの兄※
10巻のみに登場したヨシキくんの兄。高校3年生。
谷村ミカ※
29巻のみ登場したミホの妹。小学2年生。性格がミホに似ている。
坂本ナツミ※
25巻と29巻に登場したハルナの妹。小学2年生。ハルナから「なっちゃん」と呼ばれている。
ハルナとなつみのお母さん※
福島から東京に引っ越したのでハルナが転校先でいじめられないか心配していた。

### 漫画家
ほのへりこ
声 - 松島みのり
理絵が担当している漫画家で、スケッチブックを持って街中に出現する。たいてい顔に縦筋（漫符）が入っている。みい子が小学4年生の頃1度だけアシスタントをしたことがある。モデルはおのえりこ。
柏原まり（かしわばら まり）※
『こっちむいて!みい子』の11巻から登場する、みい子たちがアシスタントをした漫画家。美人で温厚な性格。〆切間近で何日も4時間睡眠で切羽詰まった状態にもかかわらず、当時小学生だったみい子たちにも的確に指示をしたり、みい子が漫画家や出版社や本屋の利益にもならないと知らずにブックオス（新古書店）で購入した自身の漫画にもサインを書いたりと心優しい女性である。
桜ぷちこ（さくら ぷちこ）※
『こっちむいて!みい子』26巻のみ登場した漫画家。漫画家の柏ぽちがモデル。みい子とまりは彼女のサイン会に参加したことがある。

### 商店街の人たち
文々堂のおじさん※
みい子たちの町の本屋の店長。立ち読みをすると怒るが本当は優しい。本にビニール袋を掛けるのを反対する。理由は面白いかどうか確認してから買う客もいるから。モデルは作者の地元の本屋秀文堂書店の先代の主人。本名不明。
文々堂のおばさん※
おじさんの妻。『こっちむいて!みい子』2巻のみ登場。本名不明。
精肉店のおじさん※
みい子たちの町の精肉店の店員。
薬屋のおばあさん※
みい子たちの町にある個人営業店「ウメダ薬品」の店長。25巻のみに登場。本名不明。みい子が小さい頃はよく店に行っていたが、みい子の近所に大きなドラックストアができたため客があまり来なくなっていた。ある嵐の夜、みい子は腹痛を起こしたまもるのためにおばあさんから薬を買い傘を貸してもらっており、数日後傘を返そうと薬局を訪れたみい子はおばあさんの息子から嵐があった日の朝におばあさんが亡くなってお通夜を行っていたことを知り驚き、「おじょうちゃんが店に来てくれたのが嬉しくて帰ってきたんだね」とおばあさんの息子から感謝された。

### その他の人物
変な占い師※
時々現れる変な占い師。
みい子に過去や未来を見せてくれる。初期の頃はほのへりこ同様に顔に縦筋（漫符）が入っていた。
近藤めぐみ（こんどう めぐみ）※
『こっちむいて!みい子』6巻のみに登場した、小学生新聞の文通コーナでみい子が出会ったペンフレンド。小学5年生。大家族。新潟に住んでいる。
みい子は一軒家に住んでいるめぐみが羨ましくなり、広い庭のある一軒家に住んでいると嘘をついてしまい、めぐみが遊びに来た時、まりの家を借りてごまかした。その後ちゃんと自宅に連れていった。
ナオミ※
8巻のみに登場した、みい子が小学1年生時代の友達。
みい子の近所に住んでいたのでよく一緒に遊んでいた。みい子がカラーペンを欲しそうにしていたのであげるつもりだったが当時はあげるとは言えずに貸してあげると言ってしまった。その翌日、ナオミはみい子と喧嘩をしてしまい、喧嘩別れしたまま父の仕事の都合でアメリカに転校してしまったため、あげると言えなかったことをずっと気にしていた。その後4年ぶりに日本に帰ってきてみい子と再会した。みい子はカラーペンを借りていたと思っていたため返そうとしたがあげるつもりで渡していたため再会後改めてみい子にカラーペンをあげ、記念にみい子からオレンジのカラーペンをもらった。

## みい子の大江戸大変記
本作の前身『みい子で〜す!』の番外編。

### 登場人物

#### 主要人物
おみい
主人公。
病弱な父と長屋で暮らしており、母は親戚の農家に出稼ぎに行っている。
竜之信（たつのしん）
おみいの街にやって来た風来坊。ぶっきらぼうだが、根は優しい。おみいと出会ってからはいつしか同じ長屋で暮らすようになった。
幼い頃は父である信吉や病弱な母のおまきと大宮で暮らしていたが、商家へ盗みに入った父が島送りとなり、8歳になった頃に母が他界した後にそのまま大宮から姿を眩まし、放浪の旅に出ていった。
おまり
おみいの親友で、団子屋の娘。
おとっつあん
おみいの父。
病気がちだが、娘思いでとても優しい。
串蔵（くしぞう）
おまりの父。
団子屋を営んでおり、一時はショッピング屋敷建設を目論む地主の大黒屋（だいこくや）に土地を狙われ、大黒屋が雇った浪人たちに店を焼かれてしまうが、竜之信を用心棒として雇い、おみいや竜之信の活躍で大黒屋が奉行と手を組んでいたことが暴かれて失脚し、店も新しく再建された。

#### その他の人物
ゆか姫（ゆかひめ）
おみいの街の姫。
誕生日会で一目惚れしたまも吉に会いたい一心で城を抜け出し、おみいと出会った。
まも吉（まもきち）
下町でも評判と称されるほどの腕前を持つ料理人。
ある宿屋の料理人だったが、ゆか姫に一目惚れされ、城の料理人頭となる。
彩之丞（あやのじょう） / 彩乃姫（あやのひめ）
福田家の跡取りの姫。
殿が病弱であることをいいことに殿の側室のかえでと結託した家老の黒川に命を狙われ、「彩之丞」と名乗り男装していた。
姫としての姿は美少女であり、男装したその姿はおみいが一目惚れするほどの二枚目だが、女だったため失恋に終わった。
岩井（いわい）
彩之丞の家臣。
黒川（くろかわ）
彩之丞の家臣。
彩之丞が幼い頃から慕われていたが、殿の側室のかえでと結託し、彩之丞の命を狙う。
鹿之助（しかのすけ）
万病に効くと誉れ高い、毛呂利（けろり）温泉のある村に群がり暴れている後呂月（ごろつき）率いる浪人たちの用心棒。
村に訪れたおみいや竜之信に叩きのめされた後呂月たちの依頼で温泉宿に泊まったおみいと竜之信を狙うが返り討ちに遭い、2人によって女湯に縛り付けられ放置された挙げ句、女湯に入りに来た女性客たちに変質者と間違われ叩きのめされて以来、竜之信への復讐を誓い、おみいのことも目の敵にする。
なお、鹿之助が姿を消したその後、勢いをなくした後呂月たちも散り散りとなり、村も平和になった。
信吉（しんきち）
竜之信の父。
妻や息子と3人で暮らしていた頃、妻の病が重くなっていくあまりに商家へ盗みに入った上、相手に大怪我を負わせてしまい、島送りとなった。しかしお役目が終わった5年後、自分が島送りとなった翌年に妻が亡くなり、息子も行方知れずになったことを知り絶望に閉ざされ、以来罪の意識を抱きながら放浪の旅に出た。
おひな
おみいが乗っていた籠の中に入っていた赤ん坊。
貧しい上で夫に先立たれた母が育てられなくなったため、籠の中に置いて行った。母が見つかるまでおみいが預かっていたが、その後おみいの住む長屋に引っ越してきた。
お光（おみつ）
おひなの母親。
貧しい上に夫に先立たれたために娘のおひなを育てられなくなり、豊かな商家で育てられた方が良いと考えておひなを籠の中に置いて行ったが、手違いでおみいが預かることになった。
おひなを置いていったその後、一流呉服問屋「梅坂屋（うめざかや）」の主人と再婚して玉の輿に乗り、おひなを探していたが、おひなとの再会後に梅坂屋が人手に渡ることになったため、夫やおひなと共におみいの住む長屋に引っ越してきた。
おせいさん
おみいが住む長屋の二軒隣に住んでいる3人の子供をもつ母親。
太一（たいち）
亡くなった父の太助に代わって病弱な母のおかよを養うために魚屋を切り盛りし、夜釣りをする少年。しかし太助が亡くなってからは柳ヶ池（やなぎがいけ）で太一以外が釣っても釣れなくなってしまったが、鮫蔵が捕まってからは太一以外も釣れるようになった。
太助（たすけ）
太一の父親。
おみいの近所でも安くてうまいと評判の魚屋を営んでいたが、ある晩鮫蔵に柳ヶ池に落とされ溺れて亡くなってしまう。
鮫蔵（さめぞう）
太助と同じ魚屋を営む男。しかし太助の店が繁盛するばかりに殺してしまったが、本人は少し脅かそうとしただけで殺すつもりはなかった。妻のおふかと共にお役人に捕まった。
おふか
鮫蔵の妻。鮫蔵と共にお役人に捕まった。

## 書誌情報

### 単行本
- 『みい子で〜す!』 小学館〈てんとう虫コミックス〉、全6巻・絶版
- 『こっちむいて!みい子』小学館〈ちゃおコミックス〉、既刊39巻、13巻のみフラワーコミックス

### 再版本・総集編本
- 『みい子で〜す! もうひとつの「みい子」シリーズ』 小学館〈ちゃおフラワーコミックス〉、全4巻
- 『みい子の大江戸大変記 もうひとつの「みい子」シリーズ』 小学館〈ちゃおフラワーコミックス〉、全1巻
  - 2002年4月24日発行、ISBN 4-09-135417-3
- 『みい子セレクション おのえりこベスト10編』 小学館〈ちゃおコミックス〉、全1巻
  - 2004年7月発行、ISBN 4-09-130046-4
- 『みい子セレクション ブルー みんながえらんだベスト10編』 小学館〈ちゃおコミックス〉、全1巻
  - 2005年8月発行、ISBN 4-09-130214-9
- 『みい子セレクション LOVE ドキドキ♥恋のお話ベスト10編』 小学館〈ちゃおコミックス〉、全1巻
  - 2006年9月発行、ISBN 4-09-130656-X
- 『こっちむいて!みい子 まるごとファンブック』 小学館〈ちゃおコミックス FAN BOOK〉、全1巻
  - 2008年10月1日発行、ISBN 978-4-09-132029-2
- 『みい子セレクション 爆笑 ワハハハ!笑ったお話ベスト10編』 小学館〈ちゃおコミックス〉、全1巻
  - 2009年10月30日発行、ISBN 978-4-09-132708-6
- 『まるごとみい子!』[15]。小学館〈ちゃおコミックス〉、全1巻
  - 2019年10月1日発行、ISBN 978-4-09-870699-0
- 『みい子セレクション〜LGBT編〜』[16]。小学館〈ちゃおコミックス〉全1巻
  - 2024年12月25日発行

## テレビアニメ
1998年2月14日から1999年2月6日までテレビ朝日系全国ネットのアニメコンプレックス枠『アニメ週刊DX!みいファぷー』内で放送。ただし、テレビアニメ版のタイトルは『こっちむいてみい子』で、原作のタイトルにある感嘆符は入っていない。全42話。制作は東映動画。
基本設定は『こっちむいて!みい子』に準じている。その前身である『みい子で〜す!』当時のエピソードも一部の回に取り入れられており、『みい子で〜す!』と『こっちむいて!みい子』の双方を原作としている。また、番外編『みい子の大江戸大変記』からのエピソードや、いずれの原作にも無いアニメオリジナルのエピソードも存在する。全47回の枠で放送されたものの、同枠のアニメ『ふしぎ魔法ファンファンファーマシィー』のみの放送となった週が5回あるため、番組自体の回数より5話少ない。
後に東映ビデオからこの作品のレンタルビデオがリリースされた。現在はレンタルビデオは廃盤になっている。なお、DVD化はされていない。

### スタッフ
- 企画 - 上田めぐみ、矢田晃一、東伊里弥
- シリーズディレクター - 吉沢孝男
- 脚本 - 山口亮太
- キャラクターデザイン - 下笠美穂
- 美術デザイン - 田尻健一
- 音楽 - 加藤みちあき、福田裕彦
- ビデオ編集 - 東京現像所
- 音響効果 - 今野康之、奥田維城（スワラ・プロ）
- 協力 - 東映アカデミー
- キャスティングディレクター - 五十嵐愛、小浜匠
- プロデューサー - 吉川大祐、福中靖、松坂一光
- 動画製作 - 東映動画[17]
- 製作 - テレビ朝日、東映エージエンシー、東映

### 各話リスト
| 話数 | サブタイトル                                  | 演出       | 作画監督   | 美術     | 放送日         |
| ---- | --------------------------------------------- | ---------- | ---------- | -------- | -------------- |
| 1    | みい子におまかせ!                             | 橋本光夫   | 入好さとる | 田尻健一 | 1998年 2月14日 |
| 2    | テストはつらいよ!                             | 吉沢孝男   | 森田奈苗   | 田尻健一 | 2月21日        |
| 3    | カゼひきたーい!                               | 遠藤勇二   | 中田正彦   | 三宅昌和 | 2月28日        |
| 4    | シャープペン返して!                           | 佐々木憲世 | 清山滋崇   | 石田勝則 | 3月7日         |
| 5    | みい子イメチェン!                             | 吉沢孝男   | 岡村正弘   | 石田勝則 | 3月14日        |
| 6    | ごめんね! ユッコちゃん                        | 遠藤勇二   | 森田奈苗   | 田尻健一 | 3月21日        |
| 7    | エイプリルフールに注意!                       | 佐々木憲世 | 池平千里   | 中西英和 | 3月28日        |
| 8    | あたしが学級委員!?                            | 吉沢孝男   | 清山滋崇   | 石田勝則 | 4月11日        |
| 9    | ダイエット大作戦!                             | 遠藤勇二   | アベ正己   | 三宅昌和 | 4月18日        |
| 10   | 子犬飼いたーい!                               | 佐々木憲世 | 岡村正弘   | 田尻健一 | 4月25日        |
| 11   | 誕生日だってば!                               | 吉沢孝男   | 入好さとる | 石田勝則 | 5月2日         |
| 12   | ドキドキ! Hな写真?                            | 遠藤勇二   | 梨沢孝司   | 三宅昌和 | 5月9日         |
| 13   | ばあばがやって来た!                           | 吉沢孝男   | アベ正己   | 田尻健一 | 5月23日        |
| 14   | ドーナツ大作戦!                               | 吉沢孝男   | 池平千里   | 中西英和 | 5月30日        |
| 15   | まりちゃんのまんが道!                         | 遠藤勇二   | 岡村正弘   | 田尻健一 | 6月6日         |
| 16   | ファンクラブに入りたい!                       | 吉沢孝男   | 下笠美穂   | 三宅昌和 | 6月13日        |
| 17   | かっとばせ! まもる                            | 遠藤勇二   | 入好さとる | 中西英和 | 6月20日        |
| 18   | あたしってクサイ?                             | 吉沢孝男   | アベ正己   | 石田勝則 | 6月27日        |
| 19   | 犯人は誰だ!?                                  | 遠藤勇二   | 梨沢孝司   | 中西英和 | 7月4日         |
| 20   | すごい作文書きたい!                           | 小坂春女   | 池平千里   | 田尻健一 | 7月11日        |
| 21   | 泳げ! まもるくん                              | 吉沢孝男   | 岡村正弘   | 田尻健一 | 7月18日        |
| 22   | 三作合体夏休み特別ミステリー ふしぎな箱の物語 | 吉沢孝男   | 入好さとる | 田尻健一 | 7月25日        |
| 23   | みい子ポロリ! の日                            | 遠藤勇二   | 浜田勝     | 三宅昌和 | 8月8日         |
| 24   | 夏祭りでドキドキ!                             | 吉沢孝男   | 池平千里   | 中西英和 | 8月15日        |
| 25   | 夏休みはお昼ごはん命!                         | 吉沢孝男   | 梨沢孝司   | 中西英和 | 8月22日        |
| 26   | 夏休みは旅行だもん!                           | 遠藤勇二   | 入好さとる | 三宅昌和 | 8月29日        |
| 27   | 大江戸大変記                                  | 小坂春女   | 岡村正弘   | 石田勝則 | 9月12日        |
| 28   | 発表! みい子の好きな人                        | 吉沢孝男   | 浜田勝     | 三宅昌和 | 9月26日        |
| 29   | カンニングしちゃった!                         | 遠藤勇二   | 池平千里   | 三宅昌和 | 10月3日        |
| 30   | 運動会です! 三組ファイト!!                    | 葛西治     | 完甘美也子 | 田尻健一 | 10月10日       |
| 31   | まり究極の選択! 恋VSマンガ                    | 吉沢孝男   | 岡村正弘   | 中西英和 | 10月17日       |
| 32   | アネキはつらいよ!                             | 遠藤勇二   | 浜田勝     | 中西英和 | 10月31日       |
| 33   | 遊園地で初デート!                             | 吉沢孝男   | 入好さとる | 田尻健一 | 11月14日       |
| 34   | 学芸会! ○珍3匹の子ブタ                        | 小坂春女   | 池平千里   | 三宅昌和 | 11月21日       |
| 35   | 夫婦ゲンカで大ピンチ!                         | 遠藤勇二   | 完甘美也子 | 中西英和 | 11月28日       |
| 36   | 真冬のホットデイ!                             | 吉沢孝男   | 浜田勝     | 三宅昌和 | 12月12日       |
| 37   | 涙のプレゼント!                               | 遠藤勇二   | 入好さとる | 三宅昌和 | 12月19日       |
| 38   | 大江戸大変記 II                               | 吉沢孝男   | 岡村正弘   | 石田勝則 | 1999年 1月9日  |
| 39   | ヨシキ映画監督デビュー!                       | 吉沢孝男   | 完甘美也子 | 田尻健一 | 1月16日        |
| 40   | うそつきは痛い?                               | 小坂春女   | 池平千里   | 三宅昌和 | 1月23日        |
| 41   | はじめてのスキー!                             | 遠藤勇二   | 池平千里   | 田尻健一 | 1月30日        |
| 42   | バイバイ竜平くん!                             | 吉沢孝男   | 浜田勝     | 大池優紀 | 2月6日         |